# Cristo sul Monte degli Ulivi (Caravaggio)
Cristo sul Monte degli Ulivi è un dipinto perduto del pittore italiano Caravaggio, eseguito con la tecnica dell'olio su tela tra il 1604 e il 1606. Custodita in passato nel Kaiser Friedrich Museum di Berlino, l'opera venne distrutta nel 1945 nell'incendio della Flakturm Friedrichshain.

## Storia e descrizione
L'autenticità del dipinto è stata discussa, ma è bene attestata nella collezione del Marchese Vincenzo Giustiniani e del fratello Cardinale, Benedetto Giustiniani. Inoltre, le dimensioni dell'opera sono praticamente identiche a quelle di un'altra opera di Caravaggio, avente lo stesso soggetto, menzionata nell'inventario Giustiniani. Infine, il modello per San Pietro (la figura girata) appare identico a quello dei due San Girolamo del periodo romano di Caravaggio, il San Girolamo in meditazione ed il San Girolamo, entrambi realizzati tra il 1605 ed il 1606.
Il soggetto è l'episodio raccontato nel Vangelo secondo Matteo (capitolo 26), quando Gesù e i suoi discepoli si recarono al Monte degli Ulivi, fuori Gerusalemme, la notte in cui Gesù venne arrestato; Gesù si allontana per pregare, e ritorna trovando i discepoli addormentati. Egli sveglia Pietro con un rimprovero: "Così non siete stati capaci di vegliare un'ora sola con me? Vegliate e pregate, per non cadere in tentazione. Lo spirito è pronto, ma la carne è debole." In seguito arriva Giuda con i soldati Romani, con lo scopo di indicare loro l'uomo da arrestare. Le altre due figure sono San Giovanni (al centro) e San Giacomo.
Il Cristo sul Monte degli Ulivi fa parte di un gruppo di opere su temi cattolici, dipinti per il Cardinale Benedetto, che includono l'Incoronazione di spine, l'Incredulità di san Tommaso, e dipinti di San Girolamo, Sant'Agostino e Maria Maddalena, ora perduti. In contemporanea alla realizzazione di queste opere, Caravaggio era impegnato per l'Amore Vittorioso per il fratello del Cardinale, il banchiere Vincenzo.